# Osterburken
Osterburken (phát âmⓘ) là một thị trấn thuộc huyện Neckar-Odenwald-Kreis, bang Baden-Württemberg, Đức.

## Địa lý
Thị trấn nằm cách Tauberbischofsheim 28 km  về phía tây nam, cách Heilbronn 50 km về phía đông bắc, cách Heidelberg 90 km về phía đông, cách Würzburg 60 km về phía tây nam và cách Mosbach 30 km về phía đông.